# 八坂神社 (鎌ケ谷市)
八坂神社（やさかじんじゃ）は、千葉県鎌ケ谷市の神社。

## 歴史
創建年代は不明である。明治期に作成された神社明細帳によれば、1523年（大永3年）の創建としている。他にも「元禄十二年（1699年）」の銘が入った庚申塔があり、当社は歴史ある神社であることが推測される。
当社では、これらの長い歴史を反映して「天王前」という地名があったという。また「キュウリを食べてはならない」という禁忌がある。

## 文化財
- 粟野庚申講・粟野庚申塔群（鎌ケ谷市指定文化財）[1]
- 粟野の石塔群（鎌ケ谷市指定文化財）[1]

## 交通アクセス
- 新鎌ヶ谷駅より徒歩8分。